# The Book of Revelation
The Book of Revelation è un film australiano del 2006, diretto da Ana Kokkinos, tratto dall'omonimo romanzo di Andrew Bovell e sceneggiato da Rupert Thomson, prodotti da Al Clark, con musiche originali di Cezary Skubiszewski. Il film affronta il tema della violenza di genere, rappresentando una inedita situazione di un immaginario sequestro di persona di un uomo da parte di tre donne, che costituisce un ribaltamento rispetto ai comuni scenari di violenza di genere.

## Trama
Daniel (Tom Long) è un ballerino di successo. Un giorno viene drogato mentre cammina in un vicolo e sequestrato da tre donne mascherate, che lo portano in un magazzino abbandonato dove lo tengono prigioniero per due settimane. Durante questo periodo le tre donne tengono Daniel incatenato e lo sottopongono a vari abusi, costringendolo anche a danzare per loro.
Quando viene liberato e torna alla sua vita, Daniel si rende conto di non essere più in grado di danzare e di avere dei problemi nelle relazioni con l'ambiente circostante. Al fine di recuperare la sua stabilità, Daniel cerca di individuare le sue sequestratrici, per vendicarsi.

## Premi
Il film è stato candidato per il premio alla migliore sceneggiatura da soggetto non originale, migliori musiche originali e migliori costumi alla rassegna dell'Australian Film Institute del 2006. Ha vinto il premio per le migliori musiche (Cezary Skubiszewski) della rassegna del Film Critics Circle of Australia (dove aveva ricevuto quattro ulteriori candidature).